# Operación Manos a la Obra
Operación Manos a la Obra (en inglés: Operation Bootstrap) es el nombre que con el que se conoció el ambicioso proyecto que dio inicio a la industrialización de Puerto Rico al final de la Segunda Guerra Mundial.

## Denominación y situación económica
El primero en usar esta denominación fue el primer gobernador del Estado Libre Asociado, Luis Muñoz Marín en un discurso de 1949 ante el Comité de Tierras Públicas de la Cámara de Representantes de Estados Unidos. «We are trying to lift ourselves by our own bootstraps» («Estamos tratando de salir adelante por nuestros propios medios»). A pesar de esta afirmación el plan en realidad se apoyaba en la inversión extranjera.
Uno de los principales inspiradores de Manos a la Obra fue Teodoro Moscoso. Dentro de este programa, el sector secundario del país fue ganando importancia de forma progresiva. Se partía de la concepción de que la economía de Puerto Rico -basada en el sector agrícola y ganadero- era insostenible, entre otras cosas por la elevada densidad de población. En el marco de este plan, el Departamento de Fomento del gobierno boricua favoreció el establecimiento de fábricas estadounidenses en la isla, basándose en los bajos costes salariales comparados y el acceso libre de impuestos a los mercados continentales. Fomento invitó a inversión de capitales exteriores, importando las materias primas y exportando los productos manufacturados al mercado de EE. UU.; también se dispusieron exenciones fiscales y facilidades para alquilar suelo industrial. Como resultado de todo ello, la economía de Puerto Rico sentó sus bases en la fabricación de productos y el turismo. En su campaña para atraer inversiones, el Departamento de Fomento de Puerto Rico se sirvió de agencias publicitarias estadounidenses, incluyendo una encabezada por David Ogilvy con el objeto de crear una imagen del supuesto renacimiento que estaba viviendo la isla. Las empresas norteamericanas respondieron rápidamente, invirtiendo primero en industrias con bajo coste salarial como la de la alimentación, tabaco, textil-piel y electrodomésticos, y posteriormente pasando a otras más tecnificadas, como la industria farmacéutica y química, producción de maquinaria y fabricación de aparatos electrónicos.
Gracias a este proyecto, Puerto Rico pasó de ser una sociedad rural basada en la agricultura a otra industrial, basada en las diferencias de clases según la propiedad de los medios de producción. Aunque inicialmente la Operación pareció tener éxito en los años 60, la economía de Puerto Rico comenzó a verse amenazada por el desempleo como consecuencia del aumento de los costes laborales y la competencia exterior en las industrias que empleaban mano de obra intensiva.

### Evolución de empleados 1940-1970
| Asalariados empleados en Puerto Rico (1940-1970) |                     |              |
| Década                                           | Agricultura y Pesca | Manufacturas |
| 1940-49                                          | 230.000             | 56.000       |
| 1950-59                                          | 216.000             | 55.000       |
| 1960-69                                          | 125.000             | 81.000       |
| 1970-79                                          | 68.000              | 132.000      |

## Críticas
La Operación Manos a la Obra ha sido criticada en tres vertientes: política, económica y social.

### Crítica política
En el aspecto político aumentó la dependencia de Puerto Rico de los capitales estadounidenses, impidiendo el desarrollo de una economía autónoma, sostenible y soberana. Una de las consecuencias políticas más destacadas de ello podría ser el progresivo descenso del apoyo popular a las opciones independentistas a lo largo de los años, ya que la mayoría de los puertorriqueños asumen que la isla necesita imperiosamente el control y apoyo de EE. UU. para su supervivencia económica.

### Crítica económica
Desde un punto de vista macroeconómico, los críticos de la operación arguyen que se pretendió eliminar la base agraria de la economía puertorriqueña demasiado rápido. En 1990 sólo 95.800 toneladas de azúcar fueron sembradas en la isla, lo que ni siquiera es suficiente para satisfacer el consumo local. Además no se cumplió con el objetivo de reducir el desempleo a límites tolerables. Las tasas oficiales de paro en la isla eran todavía en abril de 2010 cinco puntos porcentuales más altas que en Estados Unidos. Además, como la tasa de actividad de Puerto Rico es comparativamente más baja, el desempleo latente es incluso mayor. El apoyo a los desempleados de la isla incluye transferencias en cupones de alimentos, productos alimenticios y otras ayudas, y las supuestas reducciones del desempleo, logradas a través de este plan, se basaron en una emigración masiva al territorio continental estadounidense.

### Crítica social
En lo que respecta al plano social, grupos defensores de los derechos humanos así como por la Iglesia Católica argüían que el gobierno favorecía mediante políticas agresivas el control de la natalidad, fomentando la esterilización quirúrgica y facilitando la emigración de puertorriqueños, para hacer descender artificialmente las cifras de desempleo.
El demógrafo Jorge Duany, señala que: "Puerto Rico tiene el dudoso privilegio de poseer una de las tasas más altas de emigración en el mundo". En 1940, antes de la llegada de la Operación Manos a la Obra, el 96% de los puertorriqueños vivían en la isla. Este porcentaje bajó radicalmente, en cuanto se inició la destrucción de puestos de trabajo en el sector primario. En 1960 había caído al 72%, y en 1980 al 61%. En 2004 es cuando se cruza el Rubicón en este éxodo: la mayoría vivía ya fuera de la isla, principalmente en EE. UU. Esta migración masiva se estimuló, no sólo a través de promesas de disponibilidad de empleo en los Estados Unidos, sino también por medio puentes aéreos con billetes a precios módicos. En 2009 alcanzaba los 448 habitantes por kilómetro cuadrado, frente a los 91 de España, 54 de México o 32 de EE. UU., según datos del mismo año.

#### Políticas de control de la natalidad
Respecto a las políticas sobre natalidad durante los años 50 y 60 del siglo XX, agencias privadas como la International Planned Parenthood Federation, dirigida por Margaret Sanger, y el gobierno de Puerto Rico, llevaron a cabo campañas financiadas por el Gobierno federal de los Estados Unidos para el control de la población de la isla, con el objeto de esterilizar a tantas puertorriqueñas como fuese posible. Con este fin, se reclutó a trabajadores de la salud pública, para alentar a las mujeres de Puerto Rico a someterse a procedimientos de esterilización a un costo mínimo o gratuitamente. Finalmente incluso Luis Antonio Ferré, candidato a la gobernación de Puerto Rico por el Partido Nuevo Progresista protestó por el hecho de que ciertas empresas norteamericanas se negaban a contratar para su factorías de Cayey a cualquier mujer que no estuviese esterilizada. Paradójicamente, las empresas cementeras manejadas por la familia de Ferré habían resultado enormemente favorecidas por la Operación, siendo hoy el Grupo Ferré-Rangel el grupo empresarial hispano más grande de los EE. UU. Por este tipo de denuncias, Luis Muñoz Marín se vio forzado a intervenir y moderar el papel del gobierno en estas políticas.
En 1968, un demógrafo puertorriqueño concluyó en un estudio de que un tercio de las mujeres en edad de procrear en la isla habían sido esterilizadas. Esta tasa indica que existían diez veces más mujeres esterilizadas en la isla que en EE. UU. (Roberts 1997: 94). Más de un tercio de las mujeres entrevistadas desconocía que la ligadura de trompas era un método irreversible de contracepción. El eufemismo "ligar las trompas" hacía que las mujeres pensasen que el procedimiento era fácilmente reversible. (Krase 1996). Todavía en 1981, más del 39% de las puertorriqueñas aptas para concebir estaban esterilizadas.